# Bulbophyllum vesiculosum
Bulbophyllum vesiculosum là một loài phong lan thuộc chi Bulbophyllum.